# Paradelphomyia cayuga
Paradelphomyia cayuga là một loài ruồi trong họ Limoniidae. Chúng phân bố ở miền Tân bắc.